# Секст Турпілій
Секст Турпілій (лат. Sextus Turpilius; ? — 104 до н. е.) — давньоримський поет, автор комедій, сучасник Теренція.

## Життя та творчість
Про дату й місця народження нічого не відомо. Про діяльність немає відомостей. Писав комедії у стилі паліатива (лат. Fabula Palliata). Доволі різноманітний автор, на нього значний вплив мав Менандр. Обробкою саме нього й Плавта займався Турпілій. Його комедії відрізняли від Теренція шарм та грація його героїв. У доробку Турпілія було 153 комедії. Втім наразі відомо лише 13 й 200 фрагментів віршів. Багато з них торкалися міфічних героїв та богів. Вони було досить відомі та популярні ще за часів Цезаря й Цицерона.